# Valmir Louruz
Valmir Louruz (Porto Alegre, 13 marzo 1944 – 29 aprile 2015) è stato un allenatore di calcio brasiliano.

## Palmarès

### Competizioni statali
- Campionato Alagoano: 1

CSA: 1981
- Campionato Baiano: 1

Vitória: 1989

### Competizioni nazionali
- Coppa J. League: 1

Júbilo Iwata: 1998
- Coppa del Brasile: 1

Juventude: 1999